# Miguel Bardales
Miguel Angel Bardales (Lima, 3 de diciembre, de 1961) es pastor evangélico peruano. Fundador de la Iglesia Bíblica de La Molina y presidente del Ministerio de Acción de Gracias, que congrega a organizaciones cristianas evangélicas en el país.

## Biografía
Dejó sus estudios universitarios para ingresar al Seminario Bíblico Bautista donde se preparó y terminó sus estudios como Bachiller en Teología. Una vez concluido sus estudios, junto a su esposa Martha Vílchez, iniciaron su labor como pastores en la Iglesia Bíblica Bautista de las Flores.
Después de unos años la joven pareja viajó a la Argentina para continuar sus estudios en Licenciatura en el Seminario Bíblico Bautista de Buenos Aires, ciudad en la que siguió su ministerio pastoral. A su retorno al Perú fue elegido como pastor en la Primera Iglesia Bautista de Lima, y después asumiría también el cargo de Presidente de la Convención Bautista del Perú, entidad que representa a un número de iglesias en el Perú.
Miguel Bardales fue elegido posteriormente Director del Área Eclesiástica del CONEP (Concilio Nacional Evangélico del Perú), y fundó la Iglesia Bíblica de La Molina en Lima. El pastor Miguel Barad ha predicado en países de Latinoamérica como Brasil, Ecuador, Colombia, Chile, Argentina. También escribió su libro de estudio de los Hechos de los Apóstoles: “El secreto para tener poder”. Fue consejero espiritual de diversas autoridades del Gobierno del Perú, por lo cual es considerado una persona de influencia en su nación y en el medio evangélico.

## Ministerio de Acción de Gracias
La Ceremonia de Acción de Gracias por el Perú, es un servicio de adoración y testimonio que hace la Iglesia evangélica en unidad con las principales denominaciones y ministerios cristianos del Perú. Participan cada 30 de julio, junto con el presidente de la República, ministros de estado, congresistas, funcionarios, diplomáticos y altas personalidades del estado peruano.
Este ministerio nace en el año 2006, cuando Bardales asume la responsabilidad de oficiar por primera vez la Ceremonia de Acción de Gracias por el Perú a la cual asistirían el presidente de ese entonces el Doctor Alan García Pérez, Ministros de Estado, Congresistas, Embajadores, y autoridades civiles y militares. Durante 17 años consecutivos el servicio se ha llevado a cabo con la cobertura de los medios de comunicación. 
En el año 2011 durante el mandato del Presidente de la República Ollanta Humala, este servicio se realizó en simultáneo en 11 ciudades del Perú, siendo así un récord histórico de participación. También ese año fue el primero en celebrarse como parte de las celebraciones oficiales de Fiestas Patrias. 
Desde entonces cada 30 de Julio se realiza la Ceremonia de Acción de Gracias, y desde el año 2010 tiene rango de ley (Decreto Supremo 079-2010 PCM), siendo el momento en que el país recibe un mensaje de las Escrituras. Dicho evento cuenta el apoyo de las organizaciones evangélicas como: Unión de Iglesias Evangélicas del Perú, Confraternidad de Pastores Evangélicos del Perú, Asambleas de Dios del Perú, Movimiento Misionero Mundial, Misión Cristiana Camino de Vida, Comunidad Cristiana Agua Viva, Alianza Cristiana y Misionera del Perú, Iglesia Evangélica Pentecostal del Perú, Iglesia Bíblica Bautista del Perú, Movimiento Evangelístico Misionero del Perú, Iglesia Anglicana del Perú, Iglesia Pentecostal de Jesucristo, entre otras. 